# Antonín Kubát
Antonín Kubát (mladší) (27. listopadu 1868 Podskalí – 17. července 1967) byl český kormidelník, vrátný vorů a výrazná postava pražského Podskalí. Je znám jako „poslední Podskalák“.

## Život
Narodil se svobodné matce Josefě Antöneové. Otec, Antonín Kubát st. (1841–1884), zakladatel svépomocného spolku Vltavan, legitimizoval své otcovství v roce 1870.
Josef Kubát ml. byl nejstarší ze sedmi dětí (některé zemřely předčasně. Dne 22. února 1892 se v kostele Nejsvětější Trojice v Podskalí oženil s Amalií, rozenou Hájkovou (1868–??), se kterou měl dvě dcery, Albínu a Annu. V roce 1918 vystoupil ze římskokatolické církve a zůstal bez vyznání.
Byl svéráznou osobností pražského Podskalí, povoláním vorař (kormidelník a vrátný vorů s patentem na Mezinárodní Labe z roku 1927) v zimě ledař, bruslař bývá nazýván posledním Podskalákem. Byl městským strážníkem, definitivní jmenování získal roku 1912. Pamětník povodně z roku 1890 a požáru Národního divadla, o nichž se dochoval audiozáznam českého rozhlasu z roku 1958. Ve stáří byl známou postavou na pražské Výtoni, kde sedal a pletl sítě. Zemřel v Praze, ve věku téměř 99 let.

## Zajímavost
Tisk věnoval Antonínu Kubátovi pozornost v roce 1940, kdy Sokol Vyšehrad slavil 50 let své činnosti a Antonín Kubát, tehdy téměř dvasedmdesátiletý, byl jeho nejstarším cvičencem. Národní politika přinesla jeho snímek z cvičení na bradlech.

## Funkce ve Spolku Vltavan
- Člen spolku Vltavan od 3. 10. 1892.
- Člen výboru 1894, 1895, znovu 1964.
- Jednatel 1896, 1897, ale 5. července rezignoval, opět 1899, 1900, dál od 3. 11. 1901, 1902.
- Členem komise pro vypracování dodatků ke stanovám 1899.
- Člen čestného předsednictva oslav 70. výročí založení (1941).
- Osvobozen od členských příspěvků 30. 11. 1942.
- Čestným členem od 27. 11. 1963.